# Gouvernement des îles Baléares
La Gouvernement des îles Baléares (en catalan : Govern de les Illes Balears, en espagnol : Gobierno de las Islas Baleares) est l'organe de gouvernement et d'administration de la communauté autonome des îles Baléares qui exerce le pouvoir exécutif et réglementaire.

## Composition
Le gouvernement des Îles Baléares est composé du président de la communauté autonome et de ses conseillers.

### Membres
Les membres du gouvernement des îles Baléares portent — comme tous leurs collègues des communautés autonomes — le titre de « conseiller » (en catalan : conseller).
Ils sont choisis par le président qui, jusqu'en 1999, ne pouvait en désigner d'un maximum de dix. La nomination d'un conseiller est ensuite publiée dans le BOIB. Chaque conseiller est responsable du domaine gouvernemental qui lui est attribué par le président, mais celui-ci peut aussi désigner des conseillers sans portefeuille. Le conseiller est démis de ses fonctions lorsque le président y met fin ou si les fonctions du président prennent fin. Les conseillers reçoivent le titre de Honorable senyor.